# Алблассердам

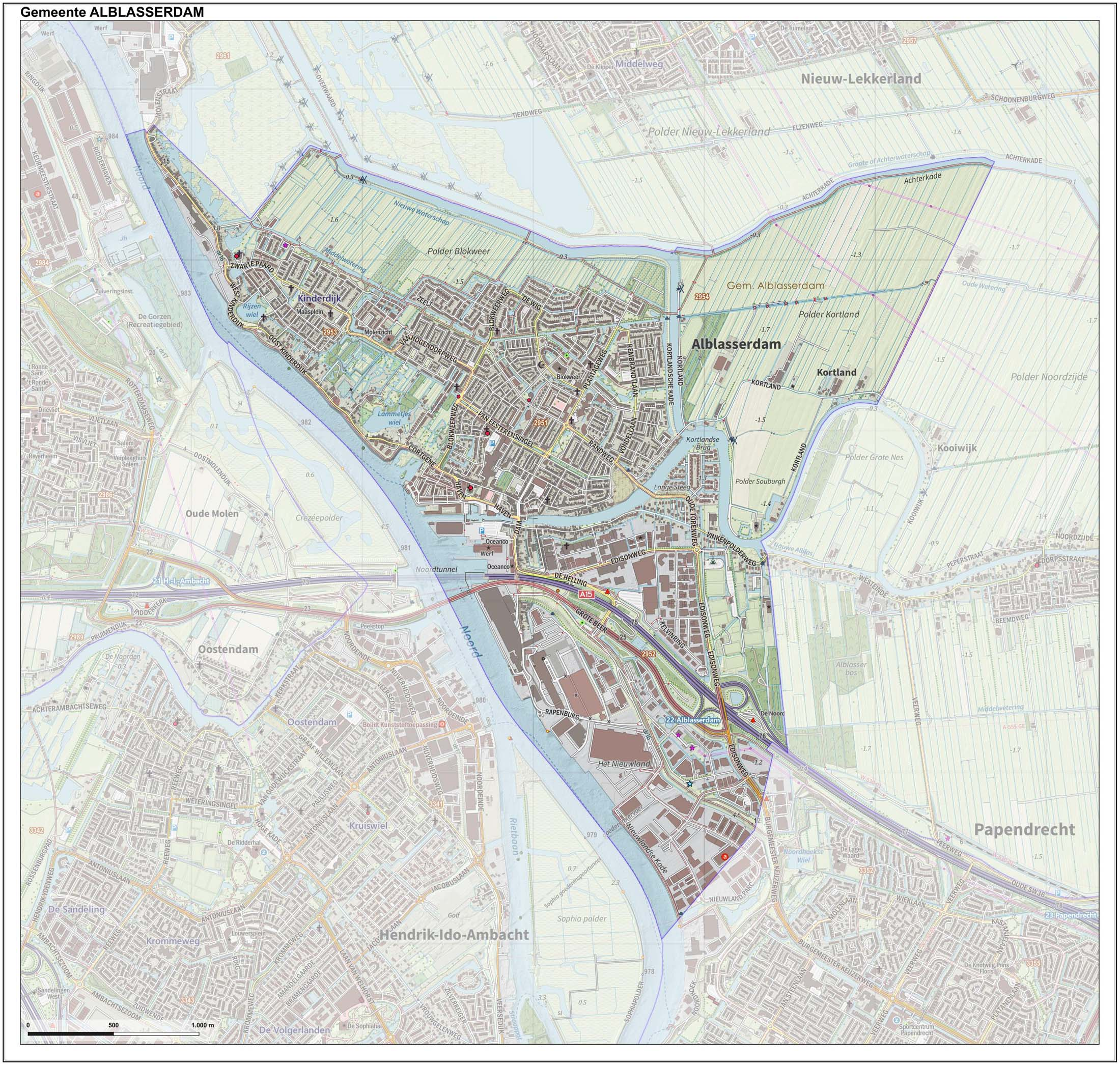
Топографічна мапа Алблассердама

Алблассерда́м (нід. Alblasserdam; - [ɑlˌblɑsərˈdɑm] ( прослухати)) — місто і муніципалітет у нідерландській провінції Південна Голландія. Окрім міста Алблассердам, до складу муніципалітету також входить хутір Кортланд.

## Походження назви
Назва міста походить від річки Алблас і дослівно означає «дамба на Албласі». Перша дамба тут з'явилася 1227 року, близько 1280 року було зведено другу, за 50 метрів на схід від попередньої. У 1599 році дамбу змінив шлюз, який функціював тут до 1997 року, коли з метою укріплення системи дамб та у зв'язку із занепадом промислового судноплавства, був знову замінений дамбою.

## Історія
Вперше Алблассердам згадується 1299 року, у хроніці Melis Stoke. Спочатку він був частиною поселення Ауд-Алблас (село в сучасному муніципалітеті Моленвард), а 27 травня 1447 року виділився в окрему громаду.
В історії Алблассердама величезну роль зіграла вода: містечко розташовувалося на річці Норд, одному з найінтенсивніших водних шляхів Західної Європи. Стратегічно вигідне положення стимулювало розвиток промисловості, зокрема, вже у XVIII столітті тут діяло кілька суднобудівельних компаній. У сучасному Алблассердамі, наприклад, розташована компанія Oceanco, яка будує яхти класу «люкс».
Однак, таке розташування міста мало і негативні наслідки: між 1350 та 1821 роками Алблассервардський польдер, поблизу якого розташований Алблассердам, затоплювався 32 рази, а повінь 1953 року зруйнувала частину міста.
В період Першої світової війни, протягом якої Нідерланди притримувалися нейтралітету, у місті знайшло притулок 60 біженців із Бельгії. У Другій світовій війні Алблассердам зазнав значних ушкоджень під час бомбардування Роттердама 11 травня 1940 року.
У 1999 році Алблассердам святкував своє 700-ліття.

## Географія
Алблассердам є частиною регіону Дрехтстеден — сукупності населених пунктів, розташованих у дельті річок Ауде-Маас, Норд і Бенеден-Мерведе.
Площа муніципалітету становить 10,06 км², з яких суходолу 8,79 км², водної поверхні — 1,27 км².

## Політика
Управління муніципалітетом здійснює муніципальна рада з 17 депутатів та бургомістр із радою олдерменів. Місця в раді розподілені поміж політичними партіями наступним чином:
| Партія                                 | 2006 | 2010  | 2014  |
| -------------------------------------- | ---- | ----- | ----- |
| Реформістська партія                   | 3    | 3     | 4     |
| Партія праці                           | 6    | 4     | 3     |
| Християнсько-демократичний заклик      | 4    | 3     | 3     |
| Демократи 66                           | —    | 2     | 2     |
| Християнський союз                     | 2    | 2     | 2     |
| Народна партія за свободу і демократію | 2    | 3     | 2     |
| Leefbaar Alblasserdam                  | —    | —     | 1     |
| Усього                                 | 17   | 17    | 17    |
| Явка виборців                          | н/д  | 57,2% | 60,2% |

Посаду бургомістра з 1 липня 2015 року обіймає Йаап Панс (Jaap Paans) із партії «Народна партія за свободу і демократію». Йому допомагає рада олдерменів з трьох осіб.
Також в Алблассердамі діє молодіжна рада, де представлені ті самі партії, що і в муніципальній раді. Молодіжна рада займається проблемами молоді.

## Культура
Двічі на рік в Алблассердамі проводяться великі фестивалі: фестиваль Святого Якова в липні та фестиваль Гавані (Havenfestival) у вересні. Також з Алблассердама починаються туристичний маршрут до вітряків Кіндердейка — групи з 19 старовинних вітряків, внесеної до Світової спадщини ЮНЕСКО.
На територія муніципалітету Алблассердам розташовано 23 національні пам'ятки (нід. rijksmonumenten) та 3 воєнні меморіали.

## Міста-побратими
До 2012 року місто-побратимом Алблассердама було словацьке місто Середь, втім, 2012 року муніципальна рада вирішила припинити співробітництво.

## Галерея

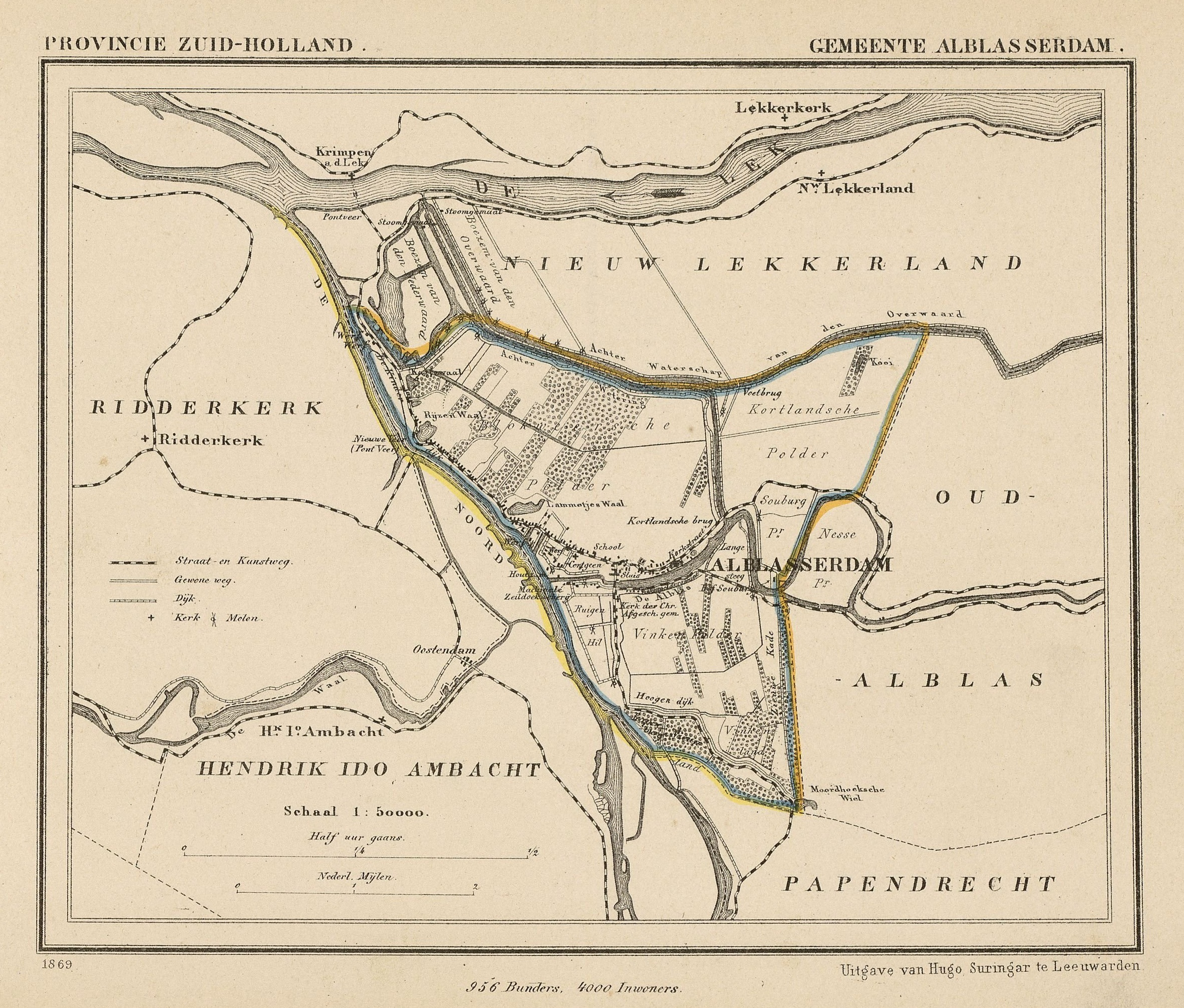
Алблассердам на мапі 1869 року
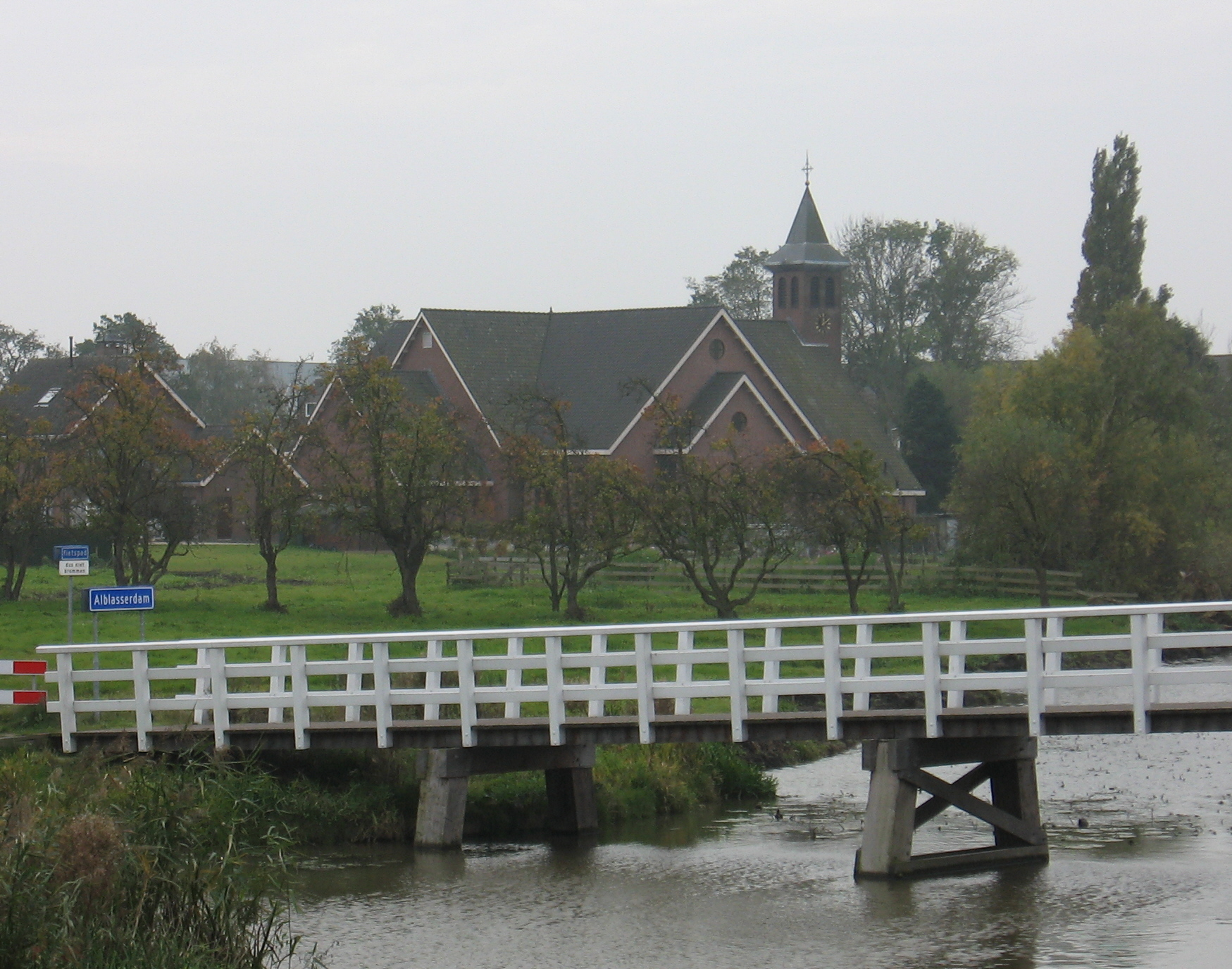
Церква в Алблассердамі
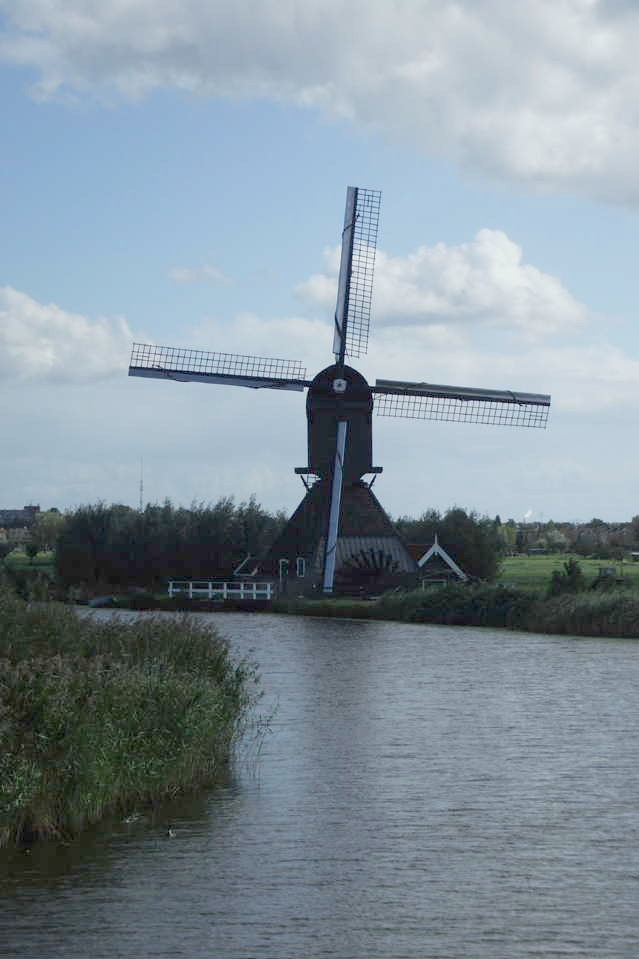
Вітряк De Blokker
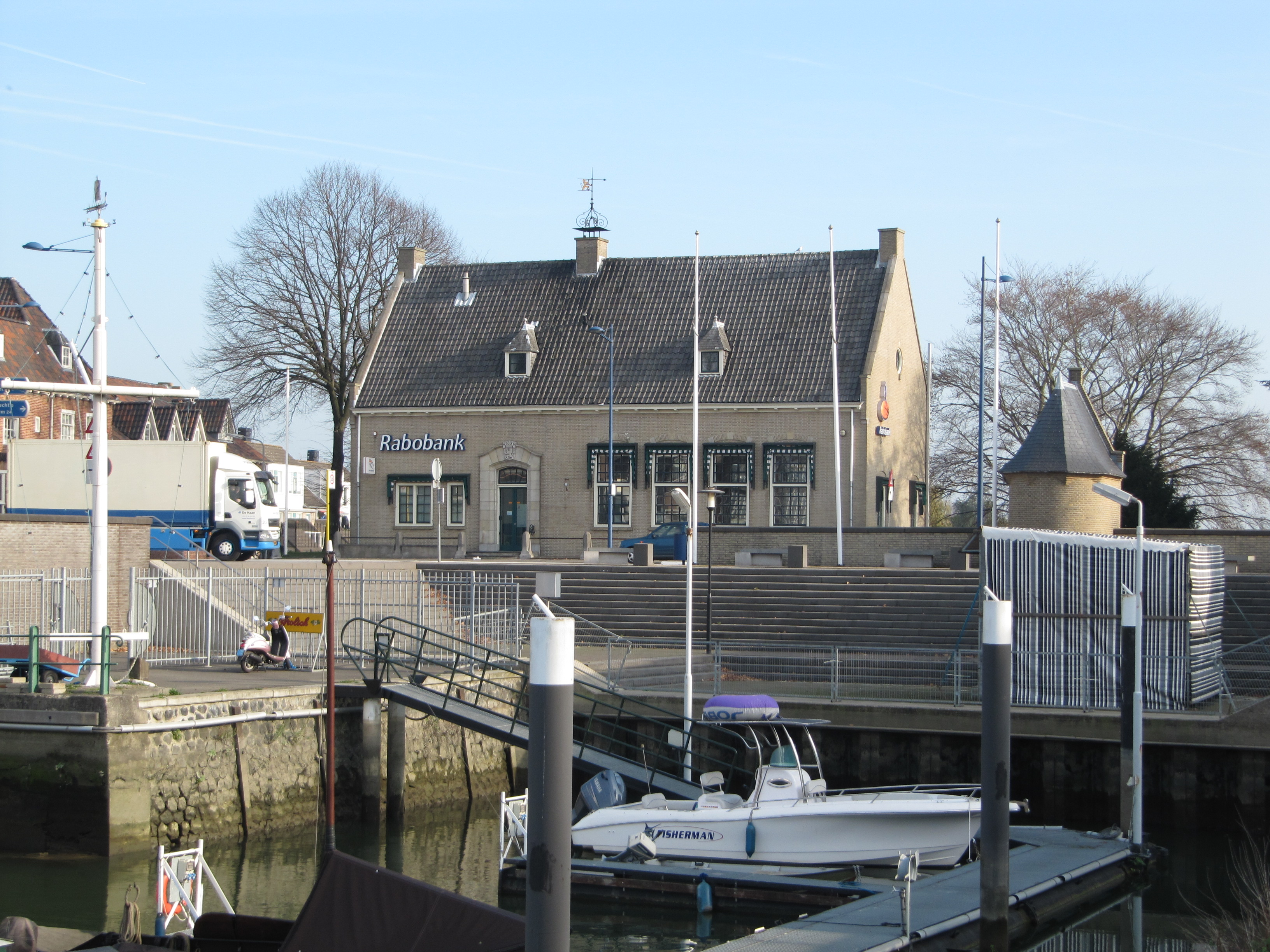
Дамба
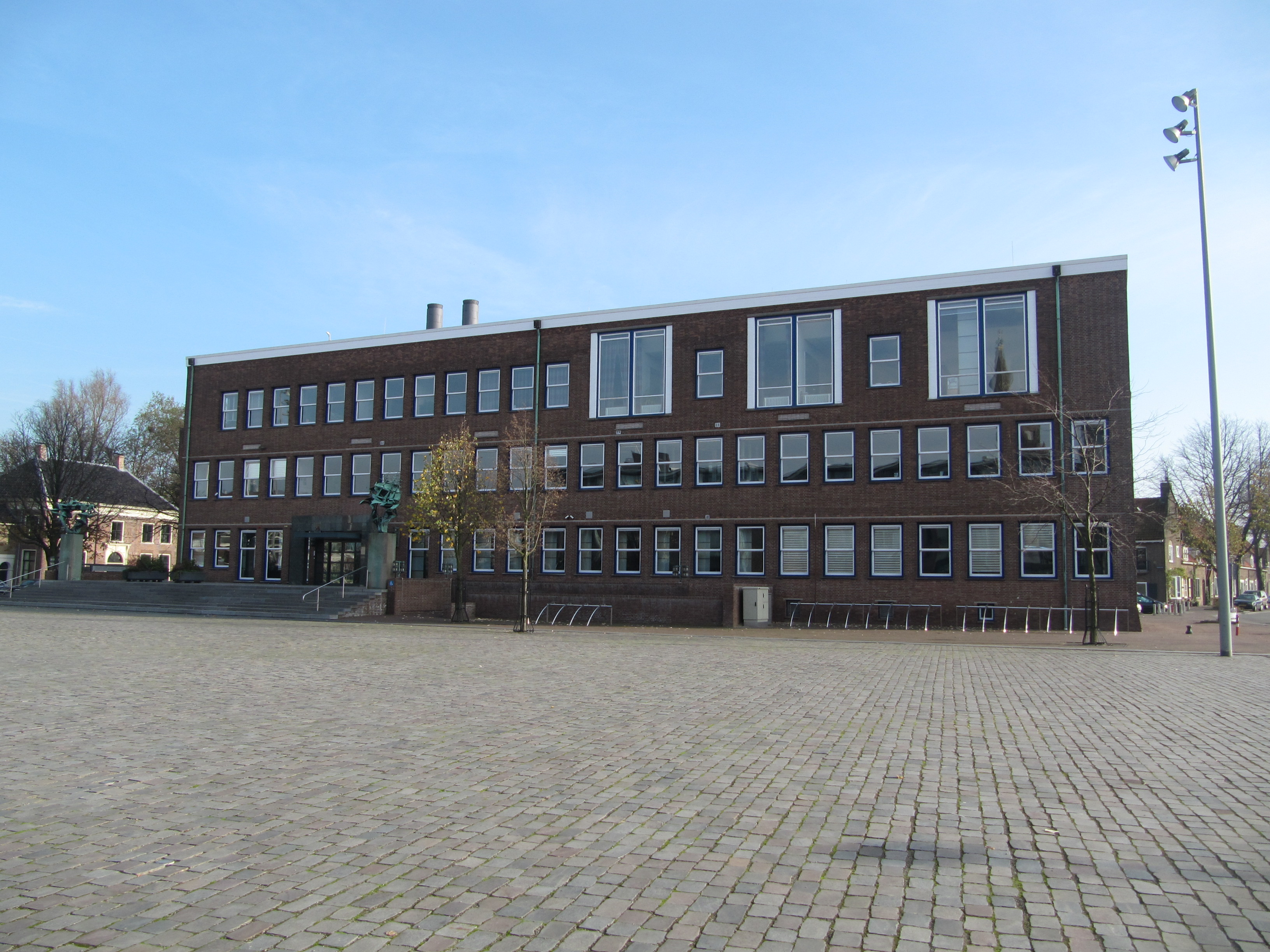
Будівля ратуші